# Новая Грубна
Новая Грубна (рум. Hrubna Nouă, Хрубна-Ноуэ) — село в Фалештском районе Молдавии. Наряду с сёлами Таксобены и Вранешты входит в состав коммуны Таксобены.

## География
Село расположено на высоте 79 метров над уровнем моря.

## Население
По данным переписи населения 2004 года, в селе Хрубна Ноуэ проживает 302 человека (137 мужчин, 165 женщин).
Этнический состав села:
| Национальность | Число жителей | Процентный состав |
| -------------- | ------------- | ----------------- |
| русские        | 177           | 58.61             |
| молдаване      | 118           | 39.07             |
| украинцы       | 7             | 2.32              |
| Всего          | 302           | 100%              |